# Museum Weißenfels
Das Museum Weißenfels ist ein regional- und stadtgeschichtliches Museum in Weißenfels im Burgenlandkreis in Sachsen-Anhalt. Es wurde 1910 gegründet und befindet sich seit 1964 auf Schloss Neu-Augustusburg. Die drei größten Sammlungen des Museums sind Schuhe, Vivatbänder und Eisenkunstguss.

## Geschichte des Museums

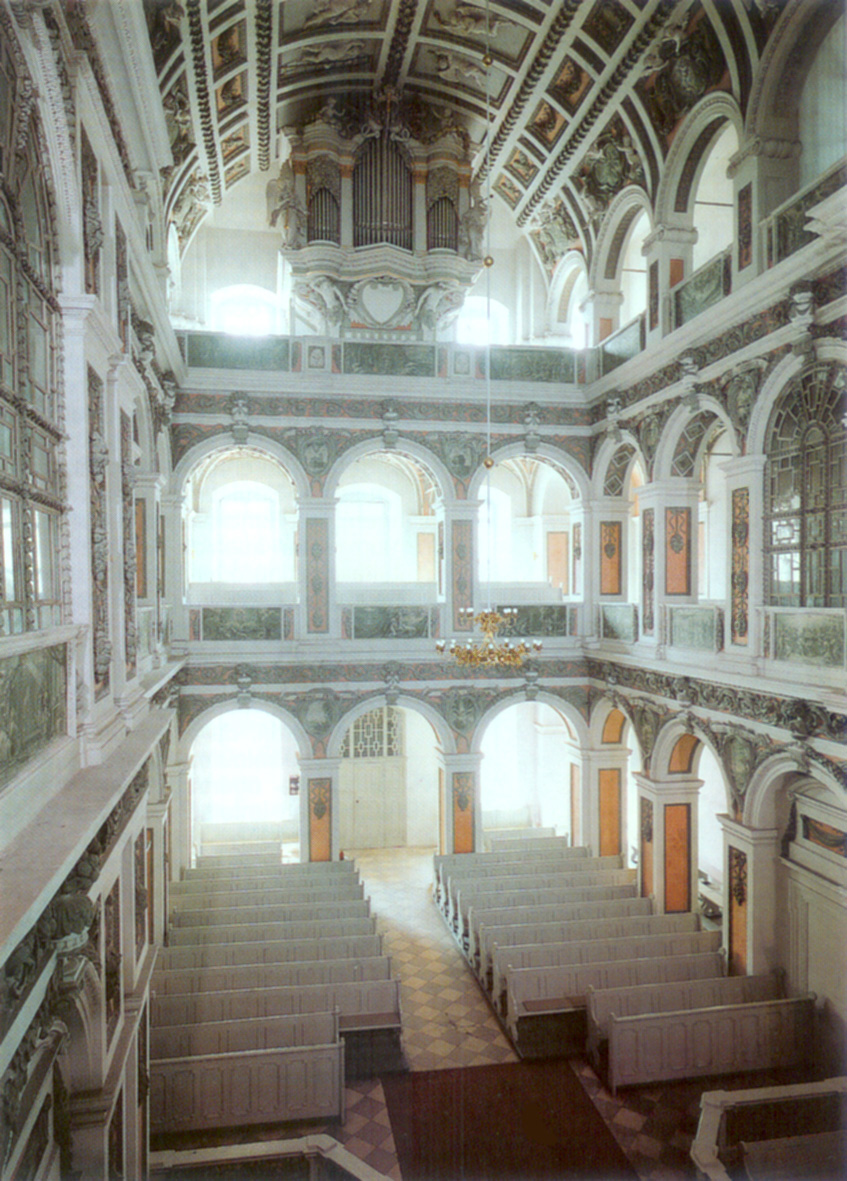
Schlosskirche mit Christian-Förner-Orgel

Das Museum geht auf einen Verein für Natur- und Altertumskunde zurück. Er wurde am 4. Juli 1874 auf Anregung des Berliner Mediziners und Anthropologen Prof. Dr. Rudolf Virchow gegründet, der sich im Mai 1874 anlässlich einer Ausgrabung in Weißenfels aufgehalten hatte. Der Verein setzte sich vorwiegend aus höheren Angestellten, Beamten und Fabrikanten zusammen. Das Weißenfelser Kreisblatt kündigte in seinem Anzeigenteil regelmäßig die Versammlungen des Vereins an. Seine Aufgabe sah der Verein in der Bergung von ur- und frühgeschichtlichen Funden in Weißenfels und Umgebung; durch Schenkungen erweiterte er seine Sammlung. Diese konzentrierte sich in den Anfangsjahren auf die Gebiete Geologie, Fossilienkunde, Mineralogie und das Anlegen eines Herbariums. Die meisten Schenkungen stammten von Kies-, Sand- und Tongrubenbesitzern, die selbst Vereinsmitglieder waren.
1890 ließ sich der in Hamburg geborene Jurist Alfred Junge in Weißenfels nieder, der sich bereits während seines Studiums in Leipzig rege für Museen und Heimatforschung interessiert hatte. Junge begann sich schnell ins öffentliche Leben und in die wissenschaftlichen und kulturellen Bestreben der Stadt Weißenfels einzubringen. 1902 wurde er Vorstandsmitglied des Vereins für Natur- und Altertumskunde. Durch sein Mitwirken wurde die Heimatkunde zu dessen künftiger Hauptaufgabe erklärt. Der Verein legte eine eigene Bibliothek an, organisierte Vorträge und Exkursionen, erweiterte seine Sammlungen um stadt- und kunsthistorische Dokumente und Objekte und konnte 1903 dann eine große heimatgeschichtliche Ausstellung präsentieren.
Weil die wachsenden Sammlungen bald nicht mehr ordnungsgerecht untergebracht werden konnten und ohne System ausgestellt bzw. eingelagert wurden, sprachen sich die städtischen Behörden für die Einrichtung eines Museums aus. Sie übernahmen die Sammlungen und stellten einen Großteil in Räumlichkeiten des ehemaligen Klosters St. Claren aus; 1910 wurde das Museum eingeweiht. In neun thematisch gestalteten Räumen wurden unter anderem Prähistorie, Herzogszeit, Innungen, bedeutende Persönlichkeiten und die Entwicklung der Schuhindustrie behandelt. Pflege und Vermehrung der Sammelbestände blieben in den Händen des Vereins, dessen Motto „Nur durch die Geschichte lässt sich das Heutige ganz verstehen“ lautete. Alfred Junge blieb bis zu seinem Tod 1936 Leiter des Museums, danach übernahm seine Frau Hedwig diese Aufgabe. In den Wirren des Zweiten Weltkrieges löste sich der Verein für Natur- und Altertumskunde auf.
Nach Hedwig Junges Tod 1949 und der kommissarischen Leitung durch Hans Single wurde 1950 der gelernte Schuhmacher Kurt Beuthan zum neuen Museumsleiter berufen. Eine seiner ersten Aufgaben bestand im Umzug des Museums vom ehemaligen Kloster in die einstige Präparandenanstalt in der Langendorfer Straße 33. 1964 folgte ein neuer Umzug ins Schloss Neu-Augustusburg. Auf Beuthan folgte Ernst Geigenmüller als Leiter, 1965 Ingo Bach, der es bis 1990 blieb und kommissarisch von Angela Sengewald abgelöst wurde.
Unter Bachs Leitung wurde 1969 das „Schuhmuseum der DDR“ als Dauerausstellung eingerichtet. Trotz des katastrophalen Bauzustandes im Schloss und einer vorübergehenden Schließung des Publikumsbetriebes wurden zahlreiche Sonderausstellungen und Besucherprogramme für alle Altersgruppen angeregt und realisiert. Die Lokalzeitung Die Freiheit berichtete ab den 1960er Jahren regelmäßig über diese Veranstaltungen und veröffentlichte auch die jährlichen Besucherzahlen des Museums. So fanden beispielsweise Sonderschauen zur bildenden Kunst statt, die auch internationale Künstler ausstellten, aber auch durch das SED-Regime geforderte Jubiläumsausstellungen, etwa zu Lenin. Über die Jahre hinweg dokumentierte Die Freiheit die enge Zusammenarbeit zwischen dem Museum und dem VEB Kombinat „Banner des Friedens“, das Fertigungsmaschinen als Exponate stellte und Mitglieder der Freien Deutschen Jugend in die Forschungs- und Restaurierungsarbeit ebendieser Maschinen einband. Die Sammlung von Schuhen aus der laufenden DDR-Produktion wurde vervollständigt, die in ihrer Geschlossenheit einmalig ist. Des Weiteren erwarb Ingo Bach eine Reihe von Gemälden und Grafiken aus Max Lingners Frühwerk. Das Bach-Händel-Schütz-Jahr 1985 führte zur Sanierung des Heinrich-Schütz-Hauses und zur dauerhaften Einrichtung einer dortigen Musikergedenkstätte mit Beständen des städtischen Museums.
Unter den Leiterinnen Eleonore Sent und Dr. Astrid Fick wurden ab den 1990er Jahren die Fürstengruft des Schlosses restauriert, eine Dauerausstellung zur Stadtgeschichte eingerichtet und Vorarbeiten zur Exposition der Barockgeschichte getan, die 2007 durch den neuen Museumsleiter Martin Schmager im Rahmen des Programms „Barocke Fürstenresidenzen an Saale, Unstrut und Elster“ eröffnet worden ist.

## Sammlungen
- Archäologische Funde
- Glas, Keramik und Zinn
- Schuhe
- Schuhmaschinen
- Möbel, Leuchter und Instrumente
- Militaria
- Numismatik
- Bildende Kunst
- Textilien
- Vivatbänder
- Eisenkunstguss
- Autographen
- Druckerzeugnisse

## Besonderheiten
Die Sammlung von Schuhen aus der laufenden DDR-Produktion ab den 1950er Jahren ist ein Alleinstellungsmerkmal des Weißenfelser Museums. Des Weiteren befinden sich zahlreiche Objekte zur Fußbekleidung des barocken Adels im Bestand; die Herzöge von Sachsen-Weißenfels haben über einen eigenen Hofschuhmacher verfügt.
Nach den Schuhen sind die beiden bedeutendsten Sammlungen des Museums der Eisenkunstguss und die Vivatbänder. Letztere waren Widmungs- und Geschenkbänder, die zur Zeit Friedrichs II. von Preußen häufig den Titel „Vivat“ trugen und die vorrangig im 19. Jahrhundert zu besonderen Anlässen eingesetzt wurden. Weißenfels besitzt die weltweit größte Vivatbandsammlung, eine Schenkung des Geheimrates Gustav Winkel aus dem Jahr 1919. Im Bereich des Eisenkunstguss befinden sich vor allem Werke aus der Berliner Eisengießerei aus dem 19. und frühen 20. Jahrhundert im Bestand.
1991 schenkte der in Weißenfels geborene, international bekannte Fotograf Horst P. Horst seiner Heimatstadt 20 seiner Fotografien, die ein Jahr später durch eine Sonderausstellung präsentiert wurden.
Das Weißenfelser Museum steht in Kontakt mit den Museen der Partnerstädte Kornwestheim, Komárno und Kimry, außerdem mit dem österreichischen Adalbert-Stifter-Institut, mit der Technischen Universität Berlin und der Universität Potsdam.

## Dauerausstellungen
- Schuhmuseum Weißenfels, mit den zwei Abteilungen zu Völkerkundlichem Schuhwerk, einer internationalen Schuhsammlung, und zur Schuhindustrie, die die Geschichte der regionalen Schuhindustrie besonders zu DDR-Zeiten beleuchtet und auch Fußbekleidung prominenter Persönlichkeiten ausstellt;
- Weißenfels – Eine hochfürstlich-sächsische Residenz, welche die Geschichte des Sekundogeniturfürstentums Sachsen-Weißenfels zwischen 1657 und 1746 beleuchtet;
- Stadtgeschichte von 1757 bis 1871

Darüber hinaus wird die frühbarocke Schlosskirche St. Trinitatis, die seit Ende des Zweiten Weltkrieges von der Selbstständigen Evangelisch-Lutherischen Kirche genutzt wird, als musealer Raum betreut. Die Kirche wurde in den Jahren 1984/85 originalgetreu restauriert, ebenso die darunter befindliche Fürstengruft von 1991 bis 1995. Neben den Dauerausstellungen befinden sich im Museum weitere Räume für wechselnde Sonderausstellungen.

## Besucherprogramme und Veranstaltungen
Außerhalb museumspädagogischer Sonderangebote lädt das Museum regelmäßig zu wissenschaftlichen Vorträgen, zu Lesungen und zu den Sommer- und Winterkonzerten der Weißenfelser Hofkapelle ein. Jährlich im Mai finden die Weißenfelser Museumsnacht und der Internationale Museumstag statt. Am letzten Wochenende im August beteiligt sich das Museum am Weißenfelser Schlossfest.

## Förderverein
Der 1991 gegründete Förderverein Museum Weißenfels e.V. unterstützt das Museum auf Schloss Neu-Augustusburg und das nahe gelegene Stadtarchiv von Weißenfels. Zu den Vereinsmitgliedern zählen ehemalige Mitarbeiter des Museums, geschichtlich interessierte Einwohner und eine jüngere Generation Kulturschaffender, die die Museumsarbeit bereits als studentische Praktikanten oder Freiwillige aktiv begleitet haben.
Ziel des Vereins ist es, das Interesse für die regionale Traditionspflege, Heimatkunde und Historie von Weißenfels und Umgebung zu wecken. Die Regionalgeschichte soll erforscht und durch Vorträge, Publikationen und Ausstellungen im Museum vermittelt werden. Die Freunde und Förderer von Museum und Stadtarchiv unterstützen diese Vorhaben finanziell und personell, um eine Attraktivitätssteigerung herbeizuführen. Aus Vereinsmitteln werden kleinere Ankäufe getätigt und Restaurierungen mitfinanziert. Die Mitglieder helfen dem Museum außerdem bei der Durchführung von Veranstaltungen.